# Sebastián Hernández
Sebastián Hernández Mejía (Medellín, 2 ottobre 1986) è un calciatore colombiano, centrocampista dell'Atlético Huila.

## Palmarès

### Club

#### Competizioni nazionali
- Campionato bulgaro: 3

Ludogorec: 2012-2013, 2013-2014, 2014-2015
- Coppa di Bulgaria: 2

Ludogorec: 2013-2014
Černo More Varna: 2014-2015
- Supercoppa di Bulgaria: 1

Ludogorec: 2014

### Nazionale

#### Competizioni giovanili
- Campionato sudamericano Under-20: 1

Colombia 2005